# Jinzhai
Jinzhai (chiń. upr. 金寨县; chiń. trad. 金寨縣; pinyin Jīnzhài Xiàn) – powiat w południowo-zachodniej części prefektury miejskiej Lu’an w prowincji Anhui w Chińskiej Republice Ludowej. Liczba mieszkańców powiatu, w 2010 roku, wynosiła 514 456.